# Shetlandsfår

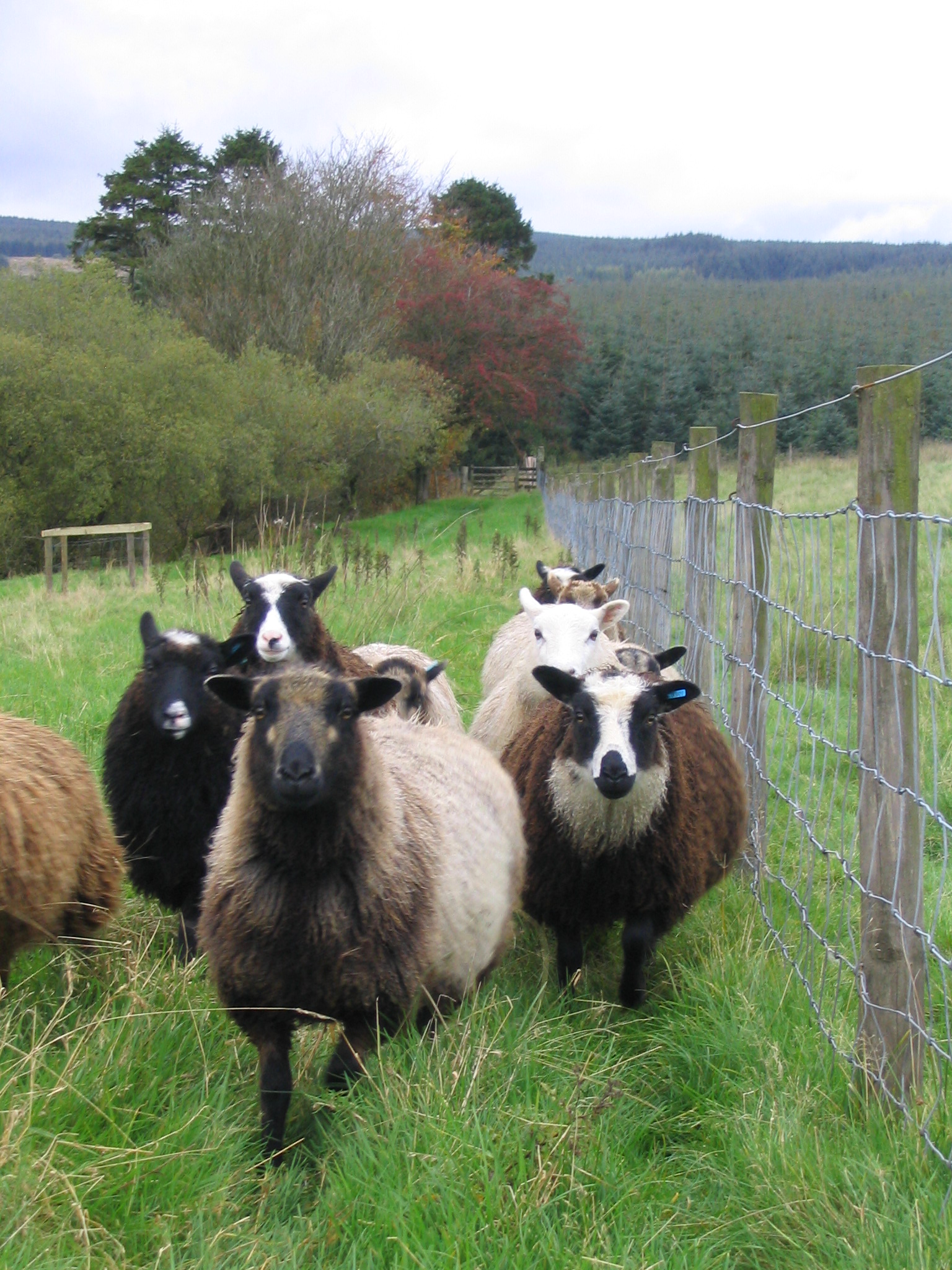
Shetlandsfår förekommer i flera olika färger.

Shetlandsfår är en liten ullproducerande fårras med ursprung på Shetlandsöarna, men hålls nu också i många andra delar av världen. Fårrasen är ett nordiskt kortsvansfår, är nära besläktad med den utdöda skotska rasen Dunface och klassificeras som en lantras, eller en "oförädlad" ras, och hålls för sin mycket fina ull, sitt fina kött och för bevarande av betesmarker. Rasen har troligen även påverkats av fårbestånd som kommit med de norska vikingarna.
Jämfört med kommersiella raser är rasen liten och har en långsam ullproduktion, men de är härdiga, sparsamma, anpassningsbara och långlivade. Shetlandsfåret har överlevt i århundraden i svåra förhållanden med sparsam föda, men de frodas under bättre förutsättningar. Många av rasens primitiva överlevnadsinstinkter har bevarats vilket gör att de är lättare att ta hand om än många moderna raser.

## Historia
Fram till järnåldern var fåren på de brittiska öarna och andra delar av norra och västra Europa små, kortsvansade, varierande i färg och endast behornade bland baggar. Kortsvansade får blev gradvis undanträngda av långsvansade raser, vilket ledde till att kortsvansade får begränsades till de mindre tillgängliga områdena. Dessa raser omfattade den skotska rasen Dunface, som fram 1800-talet var den huvudsakliga fårrasen i hela de skotska högländerna, inklusive Orkney och Shetlandsöarna. Dunfacerasen dog ut på det skotska fastlandet i slutet av 1800-talet och lämnade sina avkomlingar begränsade till ett fåtal öar, som exempelvis på Shetlandsöarna. Shetlandstypen av Dunface har betraktats som en distinkt ras sedan början av 1800-talet eller tidigare.
I början av 1900-talet uppfattades Shetlandsfåren som hotade av korsavel, vilket fruktades leda till en försämring av ullkvaliteten. För att bekämpa detta bildades Shetland Flock Book Society 1927, en organisation som har förblivit den ansvariga organisationen för skyddet av rasen på Shetlandsöarna. När Rare Breeds Survival Trust grundades på 1970-talet, hade Shetlandsfåret blivit sällsynt och det listades av organisationen som kategori 2 (utrotningshotade). Sedan dess har rasen blivit populär hos småfarmare, och den klassificeras numera som kategori 6 (andra inhemska raser), med ett brittiskt rasbestånd på över 3000. På fastlandet regleras rasen av Shetland Sheep Society.
Idag hålls Shetlandsfår främst på Shetlandsöarna och en handfull andra platser, vilket beror på deras förmåga att överleva på mark som lämpar sig dåligt för jordbruk.